# Гостинский, Отакар
Отакар Гостинский (чеш. Otakar Hostinský; 1847—1910) — чешский искусствовед, эстетик и публицист, философ Гербартовского направления; профессор Пражского университета. Доктор философии. Член Чешской академии наук и искусств. Отец математика Богуслава Гостинского.

## Биография
Отакар Гостинский родился 2 января 1847 года в небольшой чешской деревушке в Литомержице в семье управляющего местным сахарным заводом. Окончил в 1865 году гимназию, затем поступил в Карлов университет, а затем продолжил образование в университете Мюнхена. В 1869 году он успешно защитил докторскую диссертацию по философии.
С 1874 по 1876 год Гостинский был наставником в благородных семьях Австрии, Германии и Италии. С 1877 года он читал лекции - эстетику и историю искусств в Академии наук и искусств (действительным членом которой стал в начале XX века) и Пражской консерватории. Написал множество статей для ряда периодических печатных изданий, в частности, для журналов «Далибор», «Губернские письма», «Свет», «Цветы», «Народные письма» и др.
Основной задачей эстетики О. Гостинский считал изучение конкретных произведений искусства, призывал к сближению эстетики с художественной практикой, выступал за реализм. Главными требованиями к искусству, по его мнению, должны были быть правдивость, народность и национальное своеобразие.
Отакар Гостинский умер 19 января 1910 года в городе Праге.
Из его сочинений, при жизни автора, наибольшую известность в России получили: «Šest rozprav z oboru krasovĕdya dĕjin umĕni», биография Рихарда Вагнера и «Dĕjiny hudby».
На родине философа ему был установлен бронзовый бюст.
Его сын Богуслав (1884—1951) стал известным чешским математиком.